# Pterodiscus
Pterodiscus, biljni rod iz porodice sezamovki smješten u tribus Pedalieae. Sastoji se od 16 vrsta iz istočne i južne Afrike. 

## Etimologija
Rod je dobio ime po svojim plodovima: na grčkom pteron znači 'krilo', a diskos znači 'disk'.

## Opis
Sve vrste iz roda Pterodiscus imaju sljedeće karakteristike: gomoljasto korijenje ili nabrekli kaudeks iznad zemlje, lišće jakog mirisa kada se trlja i plodovi s 4 krila, po čemu je i imenovan.

## Rasprostranjenost
Rod Pterodiscus javlja se u tropskoj i južnoj Africi. Potvrđeno je da se nalazi u Namibiji, Bocvani i Južnoj Africi. Postoji 5 vrsta u Južnoj Africi, koje se javljaju u Sjevernom i Istočnom Capeu, North Westu, Gautengu, Limpopu, Mpumalangi i u provincijama Free State. Tipična vrsta je Pterodiscus speciosus.

## Vrste
1. Pterodiscus angustifolius Engl.
2. Pterodiscus aurantiacus Welw.
3. Pterodiscus brasiliensis (J. Gay ex DC.) Asch.
4. Pterodiscus cinnabarinus Peckover
5. Pterodiscus coeruleus Chiov.
6. Pterodiscus elliottii Baker ex Stapf
7. Pterodiscus kellerianus Schinz
8. Pterodiscus luridus Hook.fil.
9. Pterodiscus makatiniensis Peckover
10. Pterodiscus ngamicus N.E.Br. ex Stapf
11. Pterodiscus purpureus Chiov.
12. Pterodiscus ruspolii Engl.
13. Pterodiscus saccatus S. Moore
14. Pterodiscus somanei Peckover
15. Pterodiscus speciosus Hook.
16. Pterodiscus undulatus Baker f.